# Shortbread
Lo shortbread è un biscotto tipico scozzese, tradizionalmente preparato con una parte di zucchero, due di burro e tre di farina, con l'eventuale aggiunta di altri ingredienti. Il nome shortbread si riferisce alla particolare friabilità di questo tipo di biscotti ("short" è un termine in disuso per friabile).
È possibile trovare gli shortbread principalmente in tre formati: gli shortbread fingers, i più tipici, di forma rettangolare allungata e molto spessi, gli shortbread rounds, di forma rotonda simili agli altri tipi di biscotti, infine i petticoat tails, un grande biscotto unico circolare che viene diviso in spicchi.

## Riferimenti culturali
Gli shortbread sono originari della Scozia e vengono di norma ad essa associati. Tuttavia sono molto popolari in tutto il Regno Unito. Sono diffusi anche in altri paesi come Danimarca, Irlanda, Svezia  e Usa (la variante svedese è chiamata Drömmar). La versione scozzese è comunque la più conosciuta e Walkers Shortbread Ltd è il maggiore esportatore di prodotti alimentari di tutta la Scozia.
Nel giorno della Festa dell'Europa 2006 fu scelto per rappresentare il Regno Unito nell'iniziativa Sweet Europe.